# Burgwalde
Burgwalde ist eine Gemeinde im thüringischen Landkreis Eichsfeld und gehört zur Verwaltungsgemeinschaft Hanstein-Rusteberg.

## Geographie

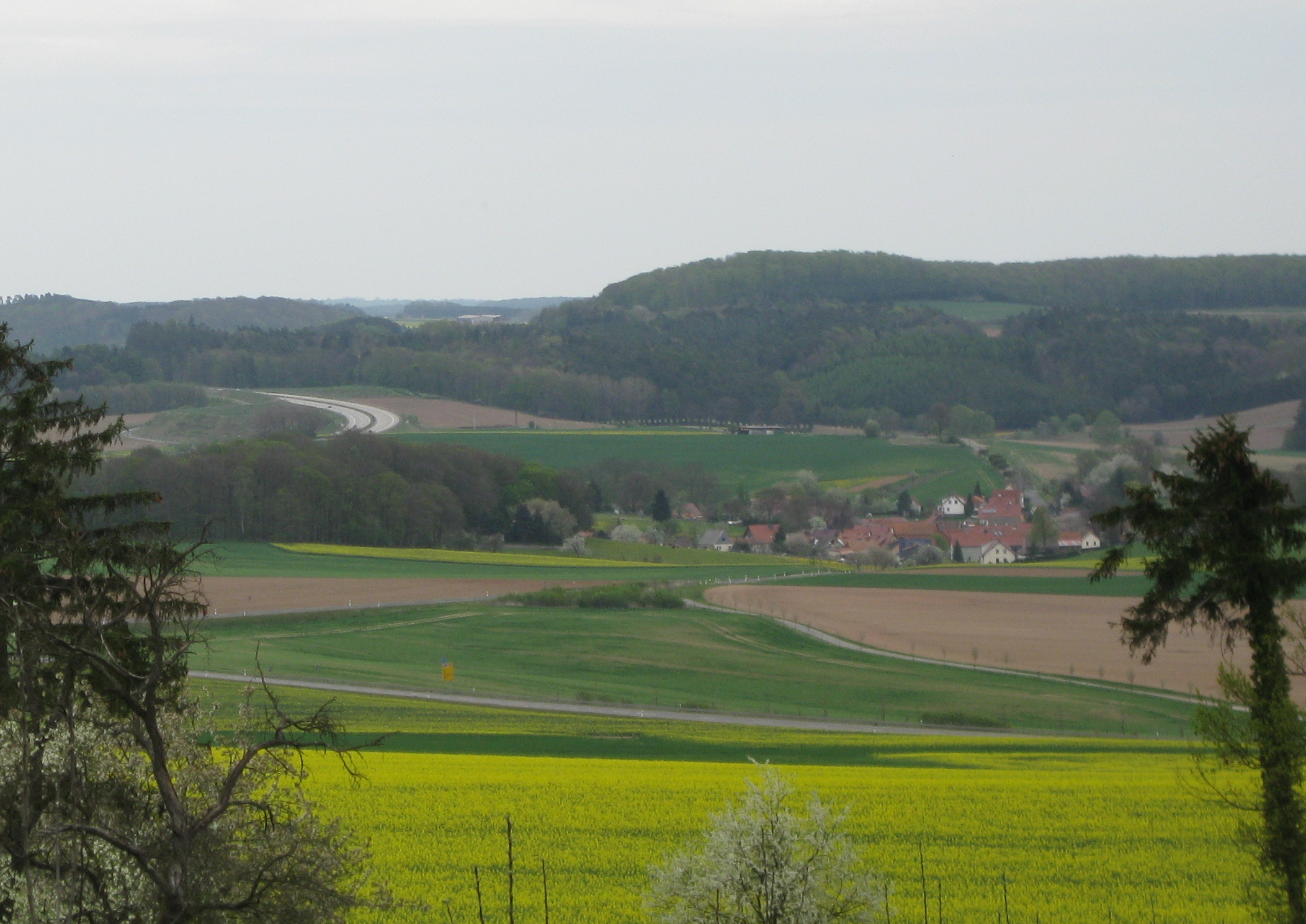
Ansicht auf Burgwalde von Westen

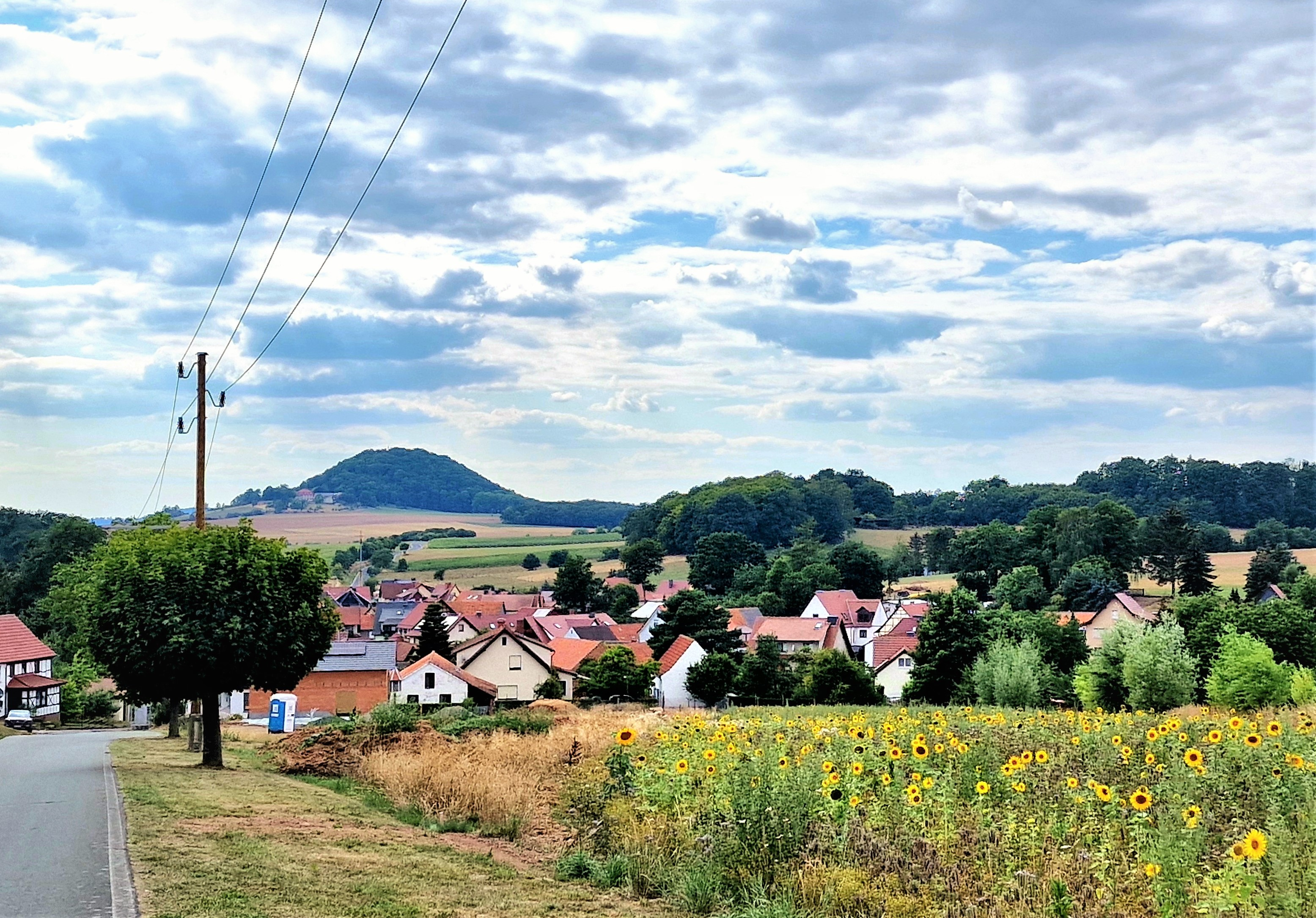
Blick auf Burgwalde mit dem Rusteberg im Hintergrund

Burgwalde liegt ungefähr 6 km nordwestlich von der Kreisstadt Heiligenstadt entfernt. Nachbarorte sind Schachtebich im Norden, Steinheuterode im Südosten, Schönau im Süden und Rustenfelde im Westen. Verkehrsmäßig ist der Ort über die Landesstraße 2005 und die Kreisstraße 104 zu erreichen. Unmittelbar nördlich verläuft die Bundesautobahn 38 mit einer Anschlussstelle bei Arenshausen.
Die Ortslage befindet sich in der Buntsandsteinhügellandschaft des mittleren Eichsfeldes. Durch den Ort fließt der Schwobach, der südlich bei Schönau in die Leine mündet. Einige kleine Zuflüsse (Heiligenrasen) und Trockengräben (Hasengrund) führen zum Schwobach und gliedern das Landschaftsbild in Täler und sanfte Hügel. Umgebende Erhebungen sind Der Knick im Nordwesten (298 m) im Nordwesten, der Mühlberg (290 m) im Nordosten, der Kessenberg (278 m) und die Hochfläche Auf dem Brink (296 m) im Südwesten. Die höchste Punkt im Gemeindegebiet befindet sich im Waldgebiet Neun Gründe (327,9 m) an der Gemarkungsgrenze nach Mengelrode.

## Geschichte
Burgwalde wurde 1318 als bortwold erstmals urkundlich erwähnt. Der Name ist eine niederdeutsche Bezeichnung für einen Grenzwald. Im Jahr 1323 verkaufte Heinrich von Hanstein das Vitztumamt auf dem Rusteberg an den Erzbischof in Mainz, darunter auch 13 Hufen in Burgwalde, die teilweise von anderen Adelsfamilien verpfändet waren. 1420 belehnt das Erzbistum die von Linsingen mit einem Gut in Burgwalde, 1466 erhielt Friedrich von Linsingen unter anderem auch den gesamten Ort als Lehen für seine Tätigkeit als Burgmann auf dem Rusteberg. Zu dieser Zeit hatten die Bewohner Burgwalde bereits verlassen.
Die von Linsingen waren dann lange Zeit Besitzer und Gerichtsherren in Burgwalde. Westlich des Dorfes an der Grenze zu Marth befand sich ein alter Gerichtsplatz. Ab dem 17. Jahrhundert war dann ein Zweig derer von Linsingen vom Oberhof Birkenfelde im Ort sesshaft. 1686 belehnt Hans Ernst von Wintzingerode zu Adelsborn Henrich Dietrich von Linsingen auf Rengelrode mit einem Vorwerkshof, 3 Hufen und einigen Äckern in und um Burgwalde. Von 1700 bis 1735 wurde die heutige Kirche gebaut.
Mit der Inbesitznahme des Eichsfeldes 1802 durch das Königreich Preußen endete die jahrhundertelange Zugehörigkeit zum Kurfürstentum Mainz. Von 1815 bis 1945 war der Ort Teil der preußischen Provinz Sachsen im Landkreis Heiligenstadt. Von 1945 bis 1949 kam der Ort zur sowjetischen Besatzungszone und war ab 1949 Teil der DDR. Von 1952 bis zur Wende und Wiedervereinigung 1989/1990 wurde Dieterode von der Sperrung der nahen innerdeutschen Grenze beeinträchtigt. Seit 1990 gehört der Ort zum wieder gegründeten Bundesland Thüringen.

### Gutshof Burgwalde
Wann der Gutshof im Dorf errichtet wurde, ist nicht genau bekannt. Es war mehrere Jahrhunderte im Besitz der Familie von Linsingen. Ab etwa 1800 verpachtete die Familie das Rittergut an mehrere Pächter, 1848 verkaufte sie das Gut an Familie Goldmann. Von 1882 bis 1922 sind wieder Pächter in Burgwalde bekannt. Nachdem 1902 die ersten Grauen Schwestern ins Dorf kamen, bezogen sie 1922 ehemalige Rittergut. Sie bauten das Herrenhaus um, es sollte als Erholungsheim für Kranken- und Ordensschwestern dienen, die aus verschiedenen Niederlassungen des Ordens kamen (Halle, Magdeburg, Dessau u. a.). In den folgenden Jahren wurden verschiedene Wirtschaftsgebäude für den ca. 140 ha großen Gutsbesitz neu gebaut. Es wurde auch eine Hauskapelle eingeweiht, das Gut wurde zum Klostergut. Während des Zweiten Weltkrieges waren Evakuierte hier untergebracht, danach Rückwanderer und Evakuierte. Kurzzeitig war das Klostergut auch Altersheim für Ordensschwestern, 1948 wurde ein Kindergarten eröffnet. Beim Umbau des Gutsarbeiterhauses 1977 wurde eine Ofenplatte der Familie von Linsingen aus 18. Jahrhundert gefunden. Die Landwirtschaft des Gutes wurde von verschiedenen Inspektoren geleitet, ab 1982 wurde sie verpachtet. 2003 wurde die Ordensniederlassung in Burgwalde aufgelöst.
Das Gut mit den land- und forstwirtschaftlichen Ländereien wurde verkauft und mit dem benachbarte ehemaligen Gutsbesitz in Hessenau gemeinsam bewirtschaftet. Noch heute wird hier eine Landwirtschaft betrieben und wird allgemein noch das Klostergut genannt.

### Einwohnerentwicklung
Entwicklung der Einwohnerzahl (jeweils zum 31. Dezember):
| - 1994: 277 - 1995: 280 - 1996: 286 - 1997: 284 - 1998: 273 - 1999: 268 | - 2000: 278 - 2001: 270 - 2002: 273 - 2003: 264 - 2004: 263 - 2005: 258 | - 2006: 246 - 2007: 242 - 2008: 242 - 2009: 241 - 2010: 229 - 2011: 233 | - 2012: 219 - 2013: 217 - 2014: 217 - 2015: 226 - 2016: 224 - 2017: 226 | - 2018: 232 - 2019: 226 - 2020: 218 - 2021: 219 - 2022: 228 |

Datenquelle: Thüringer Landesamt für Statistik

## Politik

### Gemeinderat
Der Gemeinderat von Burgwalde setzt sich aus sechs Gemeinderatsmitgliedern zusammen.
- Wahlvorschlag Feuerwehr e. V.: 2 Sitze
- Wahlvorschlag Heimatverein: 2 Sitze
- Wahlvorschlag Burschenverein: 2 Sitze

(Stand: Kommunalwahl am 25. Mai 2014)

### Bürgermeister
Der Bürgermeister Rainer Lott wurde am 6. Oktober 2013 gewählt.

### Wappen
Blasonierung: „In Rot mit einem goldenen Bord ein goldener Ritter auf einem aufgerichteten golden gezäumten silbernen Ross, mit der silbernen Fahne mit rotem Hochkreuz einen schwarzen Drachen tötend. “

## Wirtschaft und Infrastruktur

### Wasser und Abwasser
Die Trinkwasserver- und Abwasserentsorgung wurde auf den Zweckverband Wasserversorgung und Abwasserentsorgung Obereichsfeld übertragen.

### Tourismus und Sehenswürdigkeiten

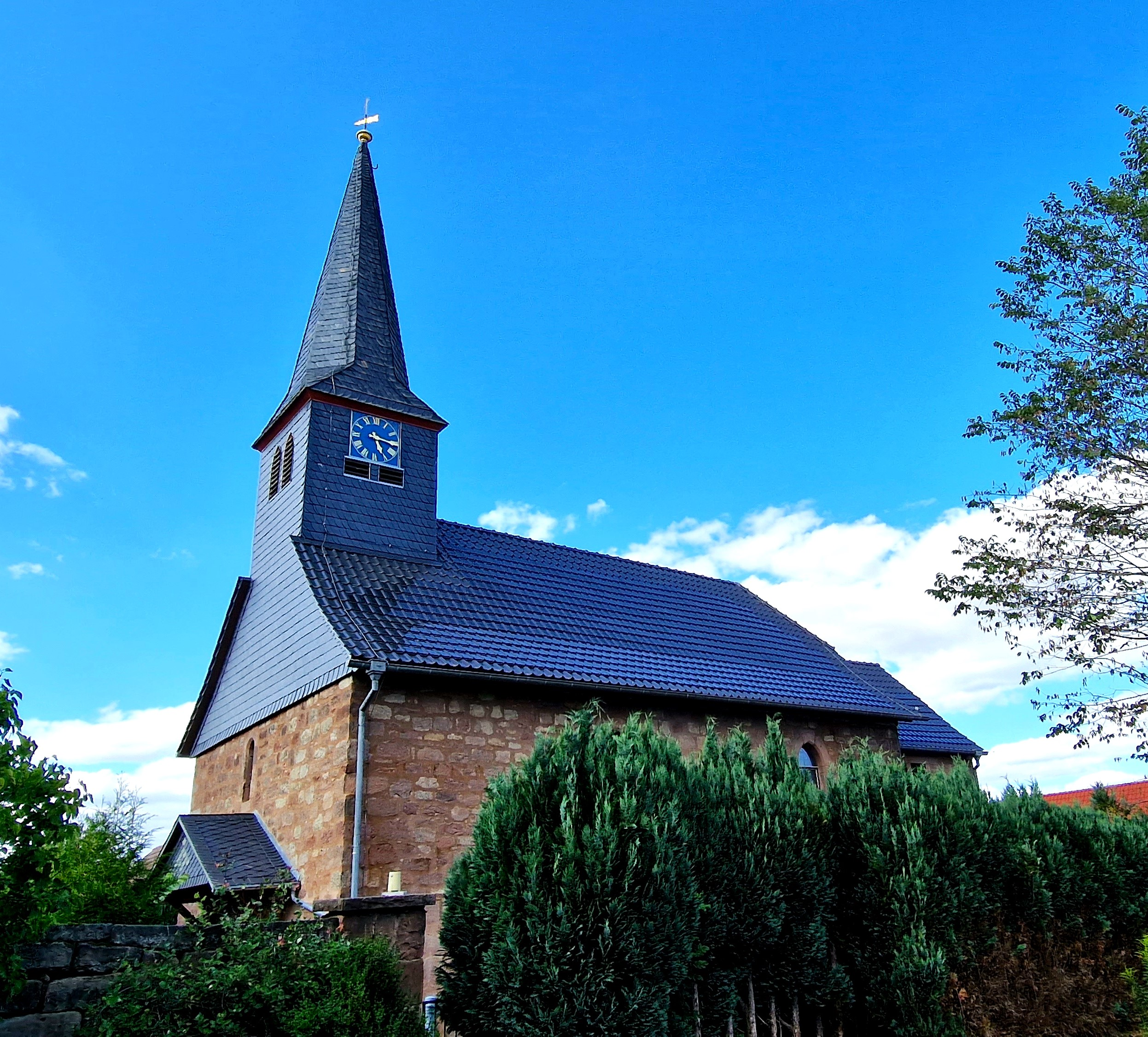
Kirche St. Georg

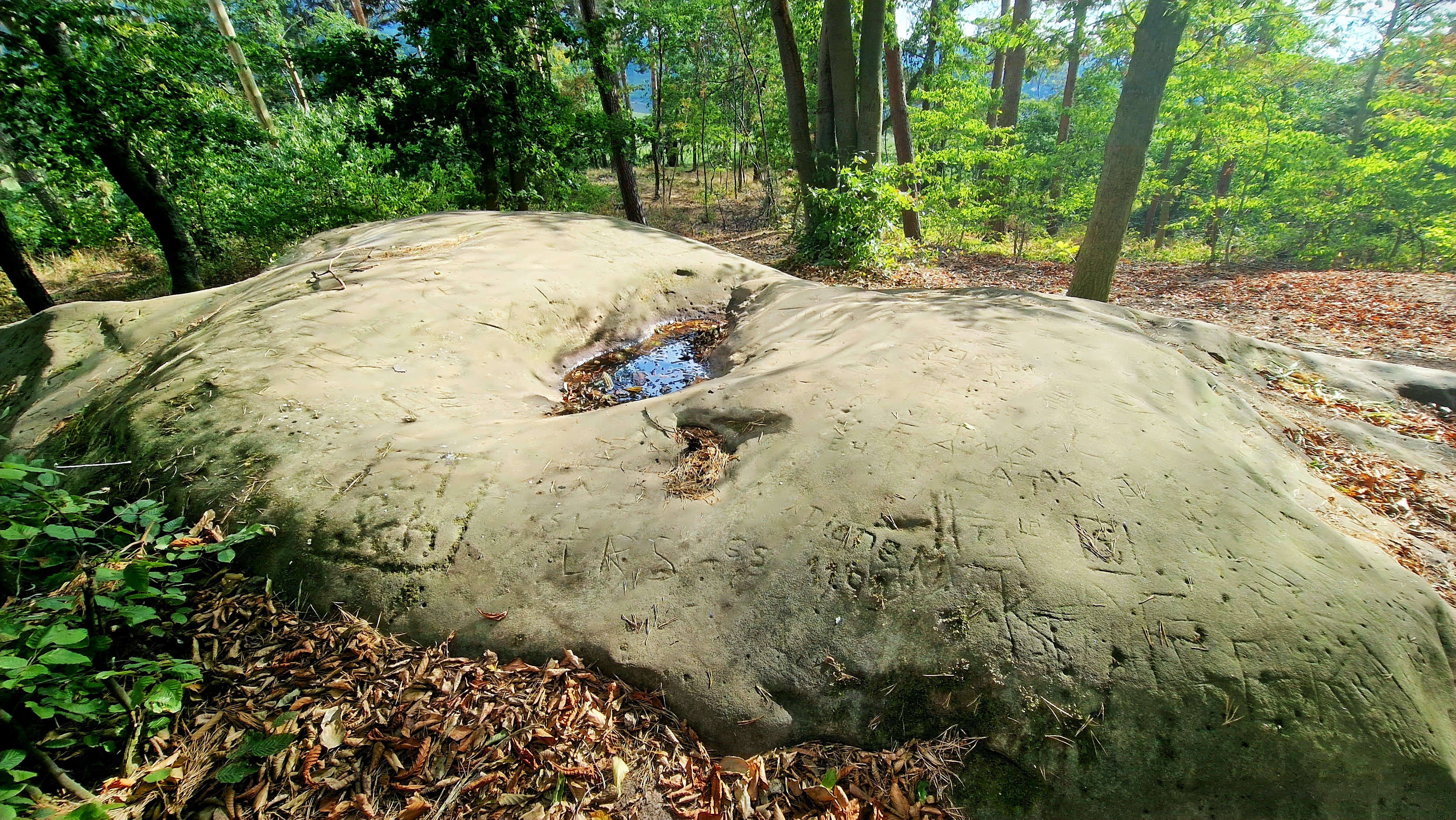
Der Bonifatiusstein auf dem Brink

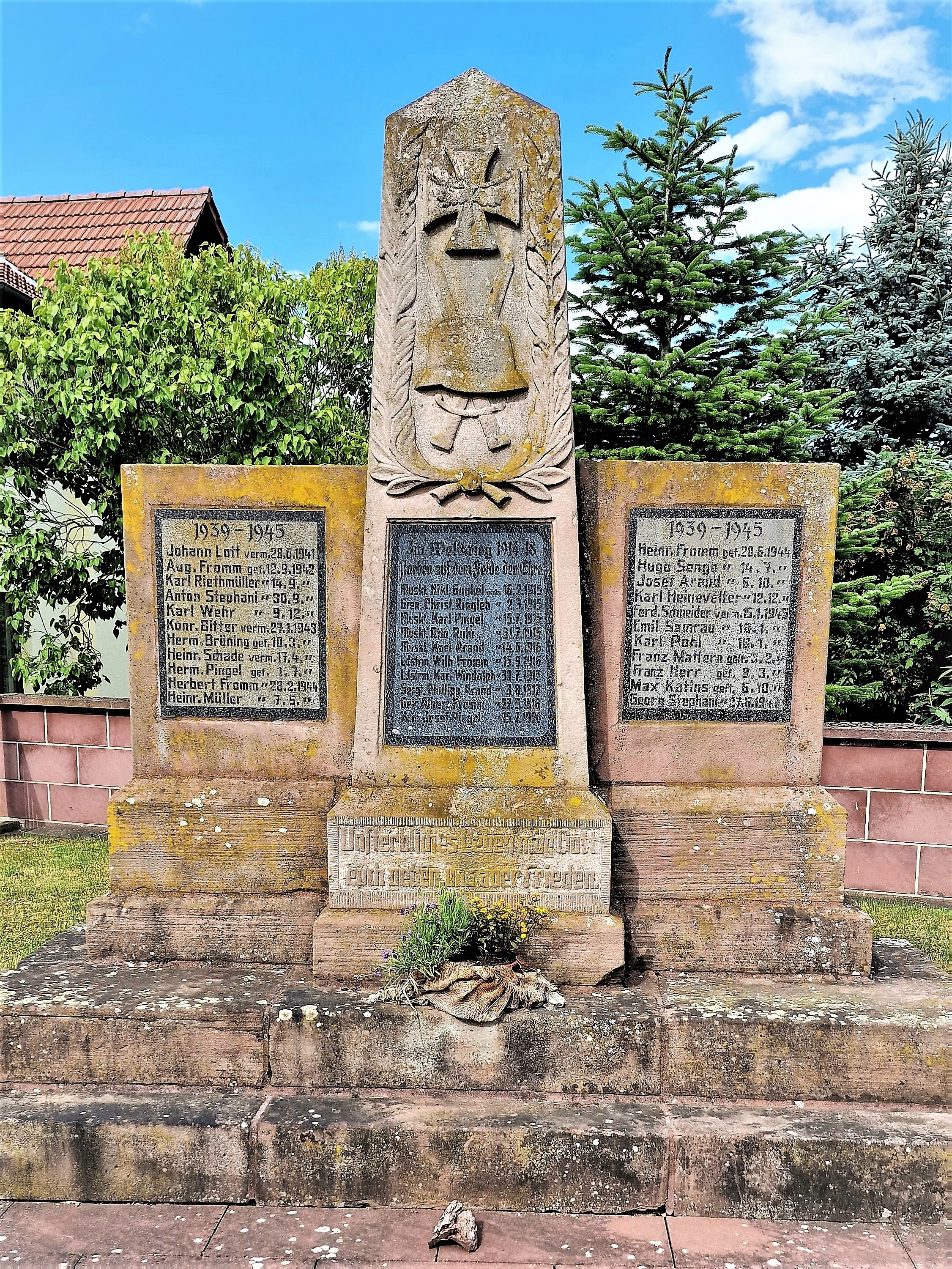
Ehrendenkmal zu Burgwalde im Eichsfeld

- Katholische St.-Georgs-Kirche von Anfang des 18. Jahrhunderts mit einem besonders wertvollen Altar. Seit dem Jahr 2000 befindet sich auf den Ziegeln des Dachs der denkmalgeschützten (Solar-)Kirche eine Photovoltaikanlage. Diese bringt 50 Euro-Cent pro in das öffentliche Netz eingebrachter Kilowatt-Stunde ein. In den ersten 9 Jahren wurden 20.000 kWh eingespeist.[9]
- Stationsweg und Bonifatiuskapelle auf dem Brink (296 m)
- Mariengrotte am Kessenberg (278 m)